# Pytanie rozstrzygnięcia
Pytanie rozstrzygnięcia – jedno z pytań, na które podziału dokonał Kazimierz Ajdukiewicz w podręczniku logiki pod tytułem Logika Pragmatyczna (1965). Klasyfikuje tam zdania pytajne ze względu na ich budowę. Podział wyróżnia pytania rozstrzygnięcia oraz pytania dopełnienia. Pytania rozstrzygnięcia zbudowane są ze zdania oznajmiającego, sprecyzowanego, poprzedzonego partykułą pytajną "czy". Istnieją tylko dwie, sprzeczne ze sobą możliwości odpowiedzenia na pytania rozstrzygnięcia: 'tak' lub 'nie'.
- Przykład: ""Czy dziecko w wieku 3 lat jest zdolne do myślenia abstrakcyjnego?". W odpowiedzi na to pytanie należy wybrać jedyną prawdziwą z dwóch alternatyw: "tak, dziecko w wieku 3 lat jest zdolne do myślenia abstrakcyjnego", "nie dziecko w wieku 3 lat nie jest zdolne do myślenia abstrakcyjnego".[2]

Rozpisując pytanie rozstrzygnięcia na zdania oznajmiające, które są jednocześnie możliwymi odpowiedziami, otrzymujemy zdania, które są prawdziwe, bądź fałszywe w sensie logicznym.